# Anja Taranda
Anja Taranda (New York, 1º gennaio 1915 – New York, 9 marzo 1970) è stata una modella, showgirl e attrice statunitense, moglie del compositore Harold Arlen.

## Biografia
Nata a New York City in una famiglia russa di religione cattolica cominciò l'attività di modella con la Powers Agency, diventando la seconda testimonial del Breck Shampoo (figura che negli anni seguenti sarà affidata a modelle e attrici famose, come Pattie Boyd, Cheryl Tiegs, Cybill Shepherd, Jaclyn Smith, Kim Basinger, Brooke Shields, Farrah Fawcett, Erin Gray e Christie Brinkley).
Nel 1932, durante la produzione teatrale di Broadway "Earl Carroll's Vanities", incontrò il compositore Harold Arlen. Nonostante le forti obiezioni della famiglia di lui, per il fatto che lei fosse cattolica, si sposarono il 6 gennaio 1937.
Nel 1934 era apparsa nel primo dei suoi nove ruoli cinematografici, in una parte non accreditata come "Earl Carroll girl" in Il mistero del varietà, basato sulla commedia di Carroll andata in scena a Broadway.
Nel 1951 fu ricoverata in una casa di cura dopo aver ripetutamente minacciato il marito e altri di danni fisici, ci restò per sette anni.
Morì di un tumore al cervello a New York City, all'età di 55 anni. È sepolta accanto a suo marito nel cimitero Ferncliff a Hartsdale, New York.

## Filmografia

### Cinema
- Moonlight and Pretzels, regia di Karl Freund (1933)
- Il mistero del varietà (Murder at the Vanities), regia di Mitchell Leisen (1934)
- Cappello a cilindro (Top Hat), regia di Mark Sandrich (1935)
- Follie di Broadway 1936 (Broadway Melody of 1936), regia di Roy Del Ruth e W. S. Van Dyke (1935)
- Gli amori di Susanna (The Affair of Susan), regia di Kurt Neumann (1935)
- The Girl Friend, regia di Edward Buzzell (1935)
- L'uomo che sbancò Montecarlo (The Man Who Broke the Bank at Monte Carlo), regia di Stephen Roberts (1935)
- Hot Money, regia di James W. Horne - cortometraggio (1935)
- Coniglio o leone? (Strike Me Pink), regia di Norman Taurog (1936)
- La calunnia (These Three), regia di William Wyler (1936)
- Incontro senza domani (Escape), regia di Mervyn LeRoy (1940)
- Le fanciulle delle follie (Ziegfeld Girl), regia di Robert Z. Leonard e Busby Berkeley (1941)